# Vilafranca (poble medieval)
|  | Per a altres significats, vegeu «Vilafranca». |

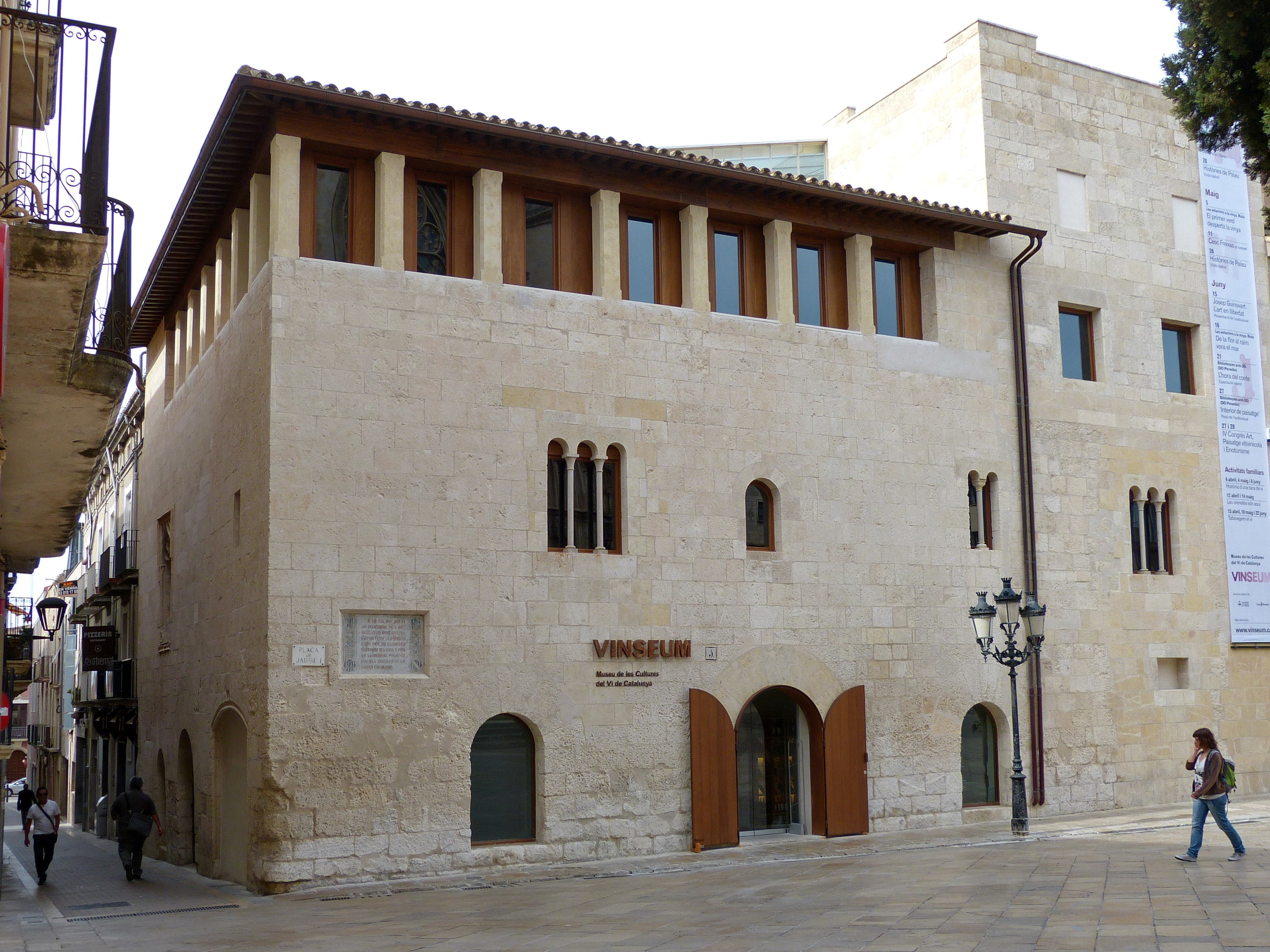
Ex-Palau Reial de Vilafranca del Penedès, una típica "Vilafranca".

Per Vilafranca s'entén la condició jurídica d'una comunitat medieval lliure de deures o amb privilegis fiscals, realitzant alternativament serveis militars. Exemples en són Borgo Agnello (Novara) a principis del segle XIII, Serravalle Sesia (1255), Paganico (Grosseto, també anomenat "Borgo Franco" per raó d'aquestes exempcions), Castelfranco Veneto (Treviso) el 1199, Soncino (1118), un dels més antics, Robecco d'Oglio (Cremona) el 1185, Trino (Vercelli), Vila d'Adda (Bèrgam) el 1193.

## Villafranca vs Vilanova
Les vilafranca o vilanova van ser nous nuclis de població que van sorgir durant l'Edat Mitjana, especialment entre els segles XII i XIV la Península Ibèrica, a Itàlia, França i Alemanya. El fenomen va assumir característiques particulars al centre-nord d'Itàlia, caracteritzat per ciutadans comuns.
Aquests nous assentaments no van sorgir espontàniament, sinó que sempre van ser conseqüència de la iniciativa dels senyors territorials o, en la majoria dels casos, dels ciutadans comuns que van procedir a la fundació d'una vilafranca o vilanova per estendre'n el control sobre el territori i augmentar-ne els ingressos. . En la majoria dels casos, el motiu principal de la nova fundació era de caràcter polític, però també hi podien intervenir motius militars o econòmics relacionats amb el control territorial. Les noves fundacions no sempre van tenir èxit. Durant l'Edat Mitjana hi va haver casos de fallida que es poden atribuir a diverses raons entre elles: manca de compromís i planificació per part de les institucions; manca de cohesió entre els habitants de la nova comunitat. El fundador del nou assentament animava, o de vegades obligava, els camperols a establir-se en els nous assentaments atorgant-los una tributació menys pesada o fins i tot l'exempció d'impostos per un cert període, d'aquí el nom vilafranca.
Tot i que no es poden produir models únics per a aquestes noves fundacions, els arqueòlegs han trobat algunes característiques recurrents en aquests nous assentaments. Són assentaments planificats, sovint inspirats en la ciutat mare, amb planta ortogonal i generalment defensats per una muralla; la trama interna, força regular, té una plaça central, al voltant de la qual es desenvolupen els principals edificis (com l'ajuntament i l'església) i habitatges, construïts en fileres i en lots preestablerts en el moment de la planificació.
Aquests pobles normalment estaven formats per no més de 200 cases i moltes d'elles van desaparèixer amb la crisi agrària del segle xiv.

## Topònims equivalents
Topònims equivalents de Vilafranca en altres idiomes són: villafranca (italià), villefranche (francès), vilafranca (portuguès), villafranca (castellà), Freistadt, Freiburg/Friburgo, Fristrup, Freyburg (alemany).